# Élections législatives émiraties de 2023
Les élections législatives émiratis de 2023 ont lieu le 7 octobre 2023 afin de renouveler les membres du Conseil national fédéral des Émirats arabes unis. Le scrutin n'a pas lieu au suffrage universel, mais via un collège électoral restreint à une partie de la population.
Aucun parti n'existant dans le pays, l'ensemble des élus sont indépendants

## Contexte
Une période de vote anticipé débute le 4 octobre, accompagnée pour la première fois de la possibilité de voter par internet à partir du 6. Un total de 309 candidats dont 118 femmes sont en lice, dont 118 à Abu Dhabi, 57 à Dubai, 50 à Sharjah, 34 à Ras el Khaïmah, 21 à Ajman, 14 à Oumm al Qaïwaïn, et 15 à Fujaïrah,.

## Mode de scrutin
Le Conseil national fédéral (Majlis Watani Itihadi) est l'unique chambre du parlement unicaméral des Émirats arabes unis. Il est composé de 40 sièges renouvelés tous les quatre ans, dont 20 nommés par les dirigeants de chacun des sept émirats composant le pays : Abou Dabi, Ajman, Charjah, Dubaï, Fujaïrah, Ras el Khaïmah et Oumm al Qaïwaïn. Les vingt autres sont élus au vote unique non transférable par un collège électoral, à raison de quatre sièges pour Abu Dhabi et Dubai, trois pour Charjah et Ras el Khaïma, et deux pour chacun des trois restants, soit le même ratio que pour les membres nommés.
Chacun des émirs désigne ceux autorisés dans leurs émirats à participer aux élections. Le collège électoral grandit ainsi d'élections en élections, avec l'objectif à terme de recouvrir l'ensemble de la population des émirats. Il est ainsi de 398 879 Émiratis en 2023 contre 337 738 aux précédentes élections en 2019, soit une augmentation de 18 %,. Aucun parti politique n'existe aux Émirats arabes unis. Tous les candidats sont par conséquent sans étiquette. Depuis un décret de l'émir d'Abu Dhabi et président des émirats Khalifa ben Zayed Al Nahyane en 2018, la parité homme femme est obligatoire au conseil,

## Résultats
|                           |                          |                |                |        |               |  |  |  |  |
| Parti                     | Parti                    | Voix           | %              | Sièges | +/-           |  |  |  |  |
|                           | Indépendants             |                | 100            | 20     | en stagnation |  |  |  |  |
|                           | Membres nommés           | Membres nommés | Membres nommés | 20     | en stagnation |  |  |  |  |
|                           |                          |                |                |        |               |  |  |  |  |
| Suffrages exprimés        |                          |                |                |        |               |  |  |  |  |
| Votes blancs et invalides |                          |                |                |        |               |  |  |  |  |
| Total                     | Total                    | 175 487        | 100            | 40     | en stagnation |  |  |  |  |
| Abstentions               | Abstentions              | 223 392        | 56,01          |        |               |  |  |  |  |
| Inscrits / participation  | Inscrits / participation | 398 879        | 43,99          |        |               |  |  |  |  |